# Ramon Illa i Salvia
Ramon Illa i Salvia   (Bellvís, 12 de febrer de 1914 - Barbastre, 15 d'agost de 1936) fou un religiós claretià. És venerat com a beat per l'Església Catòlica.
S'inicià d'escolà a la parròquia de la Mare de Déu de les Sogues. Va ingressar al col·legi claretià de Cervera als 9 anys. Va continuar els seus estudis a Vic, Solsona i Barbastre. A l'inici de la Guerra civil espanyola, fou executat, juntament amb els seus companys de comunitat, per milicians anarquistes.
El 25 d'octubre de 1992 fou beatificat pel Papa Joan Pau II.